# بابل ريسنغ (لعبة فيديو)
بابل ريسنغ (بالإنجليزية: Babel Rising)‏ وتعني: شروق بابل، وهي لعبة إلكترونية أنتجت شركة يوبي سوفت الفرنسية سنة 2012، ومهمة هذه اللعبة أن تقوم «غضب الطبيعة» بإعطال المعمرين لبناء البرج، وذلك برمي الحجر على رؤوسهم لقتلهم أو العاصفة التي تقتل كل من يحاول بناء أحد الأبراج.

## وصلات خارجية
- Wesite from publisher Bulkypix